# Loreto, Guanajuato
Loreto är en ort i Mexiko.   Den ligger i kommunen Acámbaro och delstaten Guanajuato, i den centrala delen av landet, 180 km väster om huvudstaden Mexico City. Loreto ligger 1 852 meter över havet och antalet invånare är 491.
Terrängen runt Loreto är platt österut, men västerut är den kuperad. Runt Loreto är det ganska tätbefolkat, med 155 invånare per kvadratkilometer. Närmaste större samhälle är Acámbaro, 5,9 km sydost om Loreto. Trakten runt Loreto består till största delen av jordbruksmark.